# Ciclismo ai Giochi della XI Olimpiade - Velocità
La competizione della velocità di ciclismo dei Giochi della XI Olimpiade si svolse nei giorni 6 e 7 agosto 1936 al Velodromo olimpico di Berlino, in Germania.

## Risultati

### 1 Turno
I vincitori di ciascuna serie al secondo turno.
| Manche | Pos. | Atleta                 | Nazione            | Tempo | Note |
| ------ | ---- | ---------------------- | ------------------ | ----- | ---- |
| 1      | 1    | Henri Collard          | Belgio             | 13"2  | Q    |
| 1      | 2    | Edgar Gray             | Australia          |       |      |
| 2      | 1    | Louis Chaillot         | Francia            | 12"8  | Q    |
| 2      | 2    | Nedyu Rachev           | Bulgaria           |       |      |
| 3      | 1    | Raymond Hicks          | Gran Bretagna      | 13"6  | Q    |
| 3      | 2    | Manuel Riquelme        | Cile               |       |      |
| 4      | 1    | Arie van Vliet         | Paesi Bassi        | 12"6  | Q    |
| 4      | 2    | Douglas Peace          | Canada             |       |      |
| 5      | 1    | Benedetto Pola         | Italia             | 14"0  | Q    |
| 5      | 2    | Howard Wing            | Repubblica di Cina |       |      |
| 6      | 1    | Werner Wägelin         | Svizzera           | 12"4  | Q    |
| 6      | 2    | Haakon Sandtorp        | Norvegia           |       |      |
| 7      | 1    | George Giles           | Nuova Zelanda      | 12"6  | Q    |
| 7      | 2    | Imre Győrffy           | Ungheria           |       |      |
| 8      | 1    | Nikolaus Anton Merkens | Germania           | 12"8  | Q    |
| 8      | 2    | Albert Sellinger       | Stati Uniti        |       |      |
| 9      | 1    | Ferry Dusika           | Austria            | 15"0  | Q    |
| 9      | 2    | Ted Clayton            | Sudafrica          |       |      |
| 10     | 1    | Karl Magnussen         | Danimarca          | 13"2  | Q    |
| 10     | 2    | José Mazzini           | Perù               |       |      |

### Recupero 1 Turno
I vincitori di ciascuna serie più i secondi delle prime due serie al secondo turno.
| Manche | Pos. | Atleta           | Nazione            | Tempo | Note |
| ------ | ---- | ---------------- | ------------------ | ----- | ---- |
| 1      | 1    | Edgar Gray       | Australia          | 13"0  | Q    |
| 1      | 2    | Ted Clayton      | Sudafrica          |       | Q    |
| 1      | 3    | José Mazzini     | Perù               |       |      |
| 2      | 1    | Albert Sellinger | Stati Uniti        | 13"4  | Q    |
| 2      | 2    | Imre Győrffy     | Ungheria           |       | Q    |
| 2      | 3    | Nedyu Rachev     | Bulgaria           |       |      |
| 3      | 1    | Haakon Sandtorp  | Norvegia           | 13"0  | Q    |
| 3      | 2    | Manuel Riquelme  | Cile               |       |      |
| 4      | 1    | Douglas Peace    | Canada             | 15"2  | Q    |
| 4      | 2    | Howard Wing      | Repubblica di Cina |       |      |

### 2 Turno
I vincitori di ciascuna serie ai quarti di finale.
| Manche | Pos. | Atleta                 | Nazione       | Tempo | Note |
| ------ | ---- | ---------------------- | ------------- | ----- | ---- |
| 1      | 1    | Karl Magnussen         | Danimarca     | 13"4  | Q    |
| 1      | 2    | Imre Győrffy           | Ungheria      |       |      |
| 2      | 1    | Nikolaus Anton Merkens | Germania      | 13"0  | Q    |
| 2      | 2    | Haakon Sandtorp        | Norvegia      |       |      |
| 3      | 1    | Werner Wägelin         | Svizzera      | 13"4  | Q    |
| 3      | 2    | Ted Clayton            | Sudafrica     |       |      |
| 4      | 1    | Benedetto Pola         | Italia        | 12"6  | Q    |
| 4      | 2    | George Giles           | Nuova Zelanda |       |      |
| 5      | 1    | Arie van Vliet         | Paesi Bassi   | 12"0  | Q    |
| 5      | 2    | Ferry Dusika           | Austria       |       |      |
| 6      | 1    | Edgar Gray             | Australia     | 12"2  | Q    |
| 6      | 2    | Raymond Hicks          | Gran Bretagna |       |      |
| 7      | 1    | Louis Chaillot         | Francia       | 12"0  | Q    |
| 7      | 2    | Douglas Peace          | Canada        |       |      |
| 8      | 1    | Henri Collard          | Belgio        | 13"2  | Q    |
| 8      | 2    | Albert Sellinger       | Stati Uniti   |       |      |

### Quarti di finale
I vincitori di ciascuna serie in semifinale.
| Manche | Pos. | Atleta                 | Nazione     | Tempo | Note |
| ------ | ---- | ---------------------- | ----------- | ----- | ---- |
| 1      | 1    | Louis Chaillot         | Francia     | 12"6  | Q    |
| 1      | 2    | Karl Magnussen         | Danimarca   |       |      |
| 2      | 1    | Arie van Vliet         | Paesi Bassi | 13"0  | Q    |
| 2      | 2    | Edgar Gray             | Australia   |       |      |
| 3      | 1    | Benedetto Pola         | Italia      | 12"6  | Q    |
| 3      | 2    | Werner Wägelin         | Svizzera    |       |      |
| 4      | 1    | Nikolaus Anton Merkens | Germania    | 13"0  | Q    |
| 4      | 2    | Henri Collard          | Belgio      |       |      |

### Semifinali
| Manche | Pos. | Atleta                 | Nazione     | Tempo | Note |
| ------ | ---- | ---------------------- | ----------- | ----- | ---- |
| 1      | 1    | Nikolaus Anton Merkens | Germania    | 12"4  | Q    |
| 1      | 2    | Benedetto Pola         | Italia      |       |      |
| 2      | 1    | Arie van Vliet         | Paesi Bassi | 12"0  | Q    |
| 2      | 2    | Louis Chaillot         | Francia     |       |      |

### Finale 3 Posto
| Pos.   | Atleta         | Nazione | Manche 1 | Manche 2 |
| ------ | -------------- | ------- | -------- | -------- |
| Bronzo | Louis Chaillot | Francia | 12"2     | 12"0     |
| 4      | Benedetto Pola | Italia  |          |          |

### Finale
| Pos.    | Atleta                 | Nazione     | Manche 1 | Manche 2 |
| ------- | ---------------------- | ----------- | -------- | -------- |
| Oro     | Nikolaus Anton Merkens | Germania    | 11"8     | 11"8     |
| Argento | Arie van Vliet         | Paesi Bassi |          |          |